# Batalla de la Bisbal (1813)
La batalla de la Bisbal del 17 de maig de 1813 fou un enfrontament armat de la guerra del francès. que causà unes 600 baixes en el bàndol francès.

## Antecedents
L'exèrcit anglo-siciliano-espanyol de John Murray, amb seu a Alacant, va infligir un fort cop al cos del mariscal Louis Gabriel Suchet a la batalla de Castalla l'abril. Després d'aquesta acció, Arthur Wellesley, marquès de Wellington, va ordenar a Murray que ataqués Tarragona. Wellington tenia previst llançar la seva ofensiva d'estiu de 1813 contra els exèrcits francesos de Josep Bonaparte. En atacar Tarragona, Wellington va voler evitar que Suchet reforçés a Josep.
Per poder reabastir Tarragona i el castell del Coll de Balaguer, la divisió de Lamarque va reforçar Barcelona des de Girona i Decaen va enviar un comboi des de Barcelona, amb 6000 homes, 300 cavalls i cinc canons. Copons va sortir al seu encontre des de Vic amb 3.000 homes i 30 cavalls, als que es va unir la brigada de Manso al coll de Santa Cristina. Els francesos van sortir de Reus el 15 de maig i van reprendre el camí de Barcelona, atacats per les forces navals angleses, passant per Tarragona l'endemà, i arribant a Bràfim el 17 de maig.

## Batalla
Els espanyols es van deixar veure a Brafim i es van retirar al Penedès. Mentre Josep Manso es feia fort a La Bisbal del Penedès, Francisco de Copons va destacar al Regiment Ultònia i els tiradors de Catalunya a una atalaia sobre el penya-segat de Roca d'Eura, però es va retirar, sent ocupat per sis batallons francesos de Maurice Mathieu, mentre uns altres dos van atacar la vila, d'on foren rebutjats, i el comboi seguia el camí a Barcelona. Un atac de tres batallons, la cavalleria i dues peces d'artilleria va aconseguir prendre La Bisbal fent fugir a Copons, mentre Manso aguantava.
Cridat per Manso, Copons va retornar al camp de batalla, fent fugir als francesos, que foren fustigats en el seu retorn a Barcelona.

## Conseqüències
Copons i la seva divisió van ser a bloquejar la carretera de Barcelona i una força britànica va ocupar el castell del Coll de Balaguer. En lloc d'atacar immediatament les dues febles guarnicions, Murray va establir bateries de setge. El 7 de juny, el fortí reial estava indefens en el bombardeig, però Murray va decidir esperar fins a l'11 de juny abans d'assaltar-lo. Quan va saber que Tarragona va ser atacada, Suchet va començar a marxar al nord de València amb 8.000 homes, i des de Barcelona, Decaen va enviar el general Maurice Mathieu i 6.000 homes cap al sud. Suchet preveia que les dues columnes es reunissin a Reus. Quan Murray va sentir que els soldats francesos estaven a prop, de seguida va ordenar que es tornés a embarcar el seu exèrcit, per disgust de Hallowell i Copons va quedar a l'estacada. El 18 de juny, la flota mediterrània es va col·locar sobre l'horitzó. Lord William Bentinck va rellevar Murray del comandament i la frustrada expedició va tornar a Alacant.
Amb el triomf de Wellington a la batalla de Vitòria el 21 de juny de 1813 les posicions de Gabriel Suchet a València i Aragó no es podien sostenir i va retirar les tropes, que va concentrar a prop de Barcelona, deixant guarnicions a Denia (120 homes), Sagunt (1.200), Peníscola (500), Morella (120) i Tortosa (5.500), i a Mequinensa (400 hombres) i Montsó, seguits per l'exèrcit de William Bentinck de 28.000 espanyols, britànics, alemanys i italians. Finalment, el 13 d'agost, el  general Suchet es va retirar de Tarragona.